# 英皇道

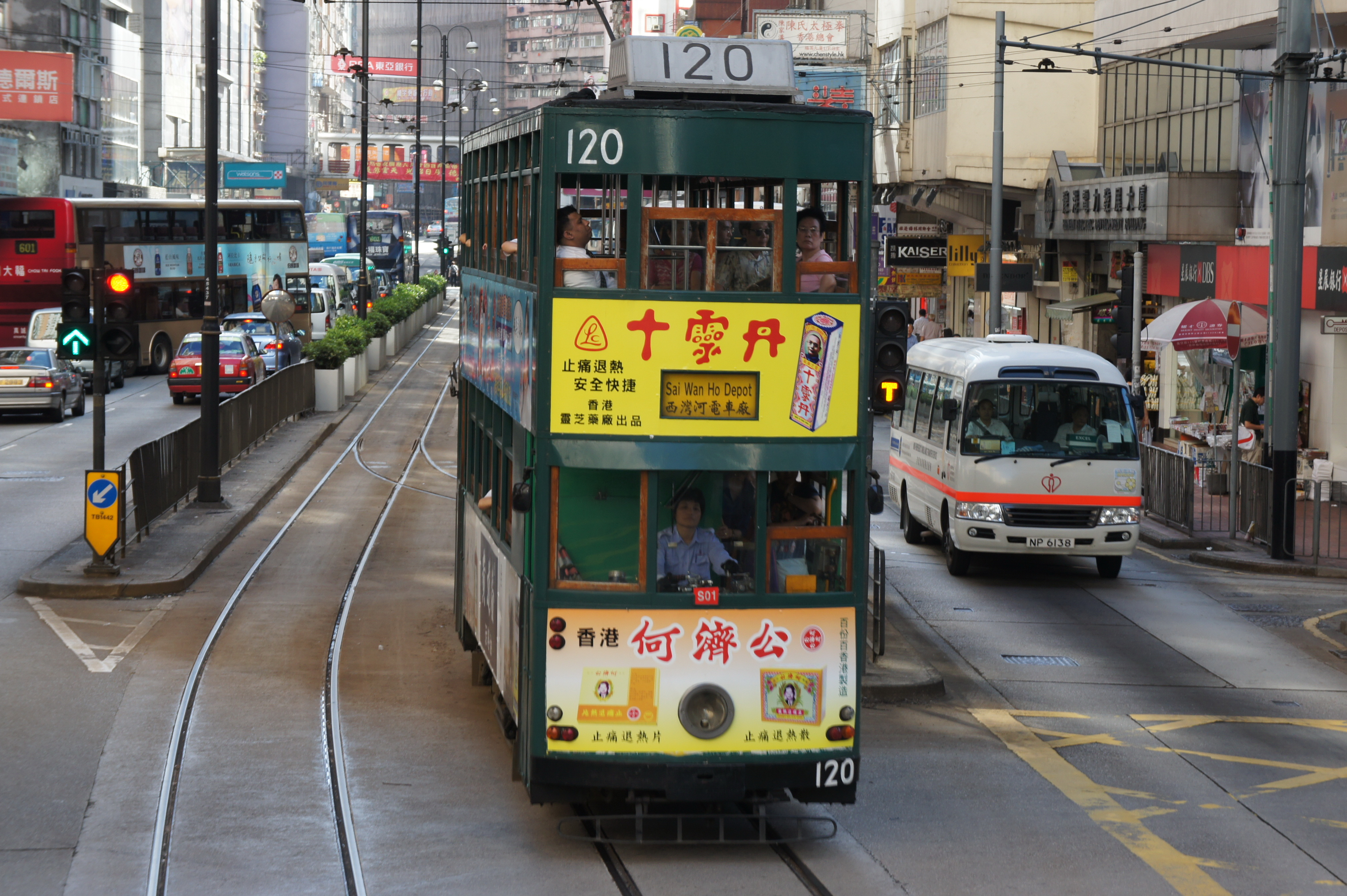
英皇道の北角を走るトラム

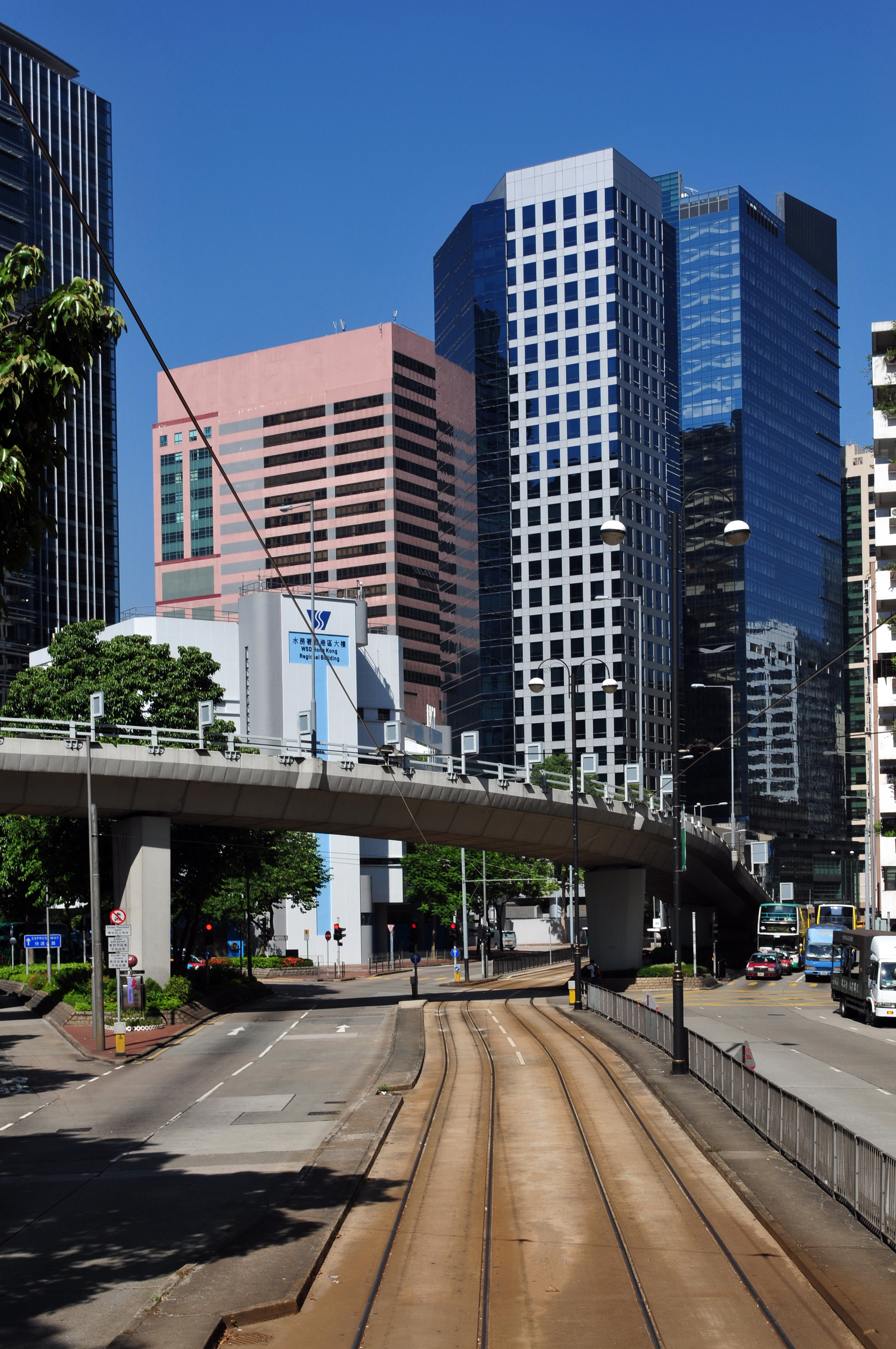
北角と鰂魚涌の境界

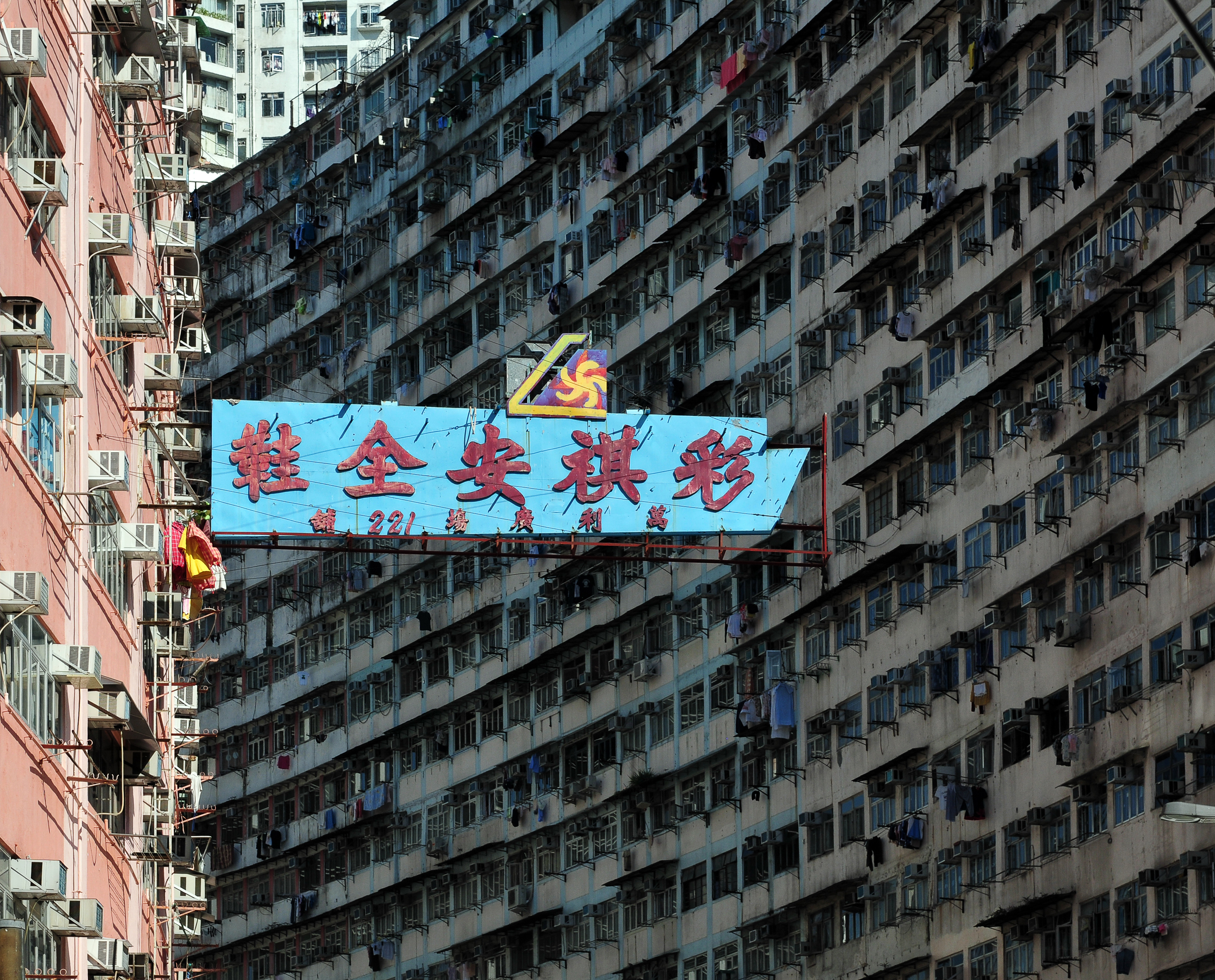
鰂魚涌にある福昌大廈

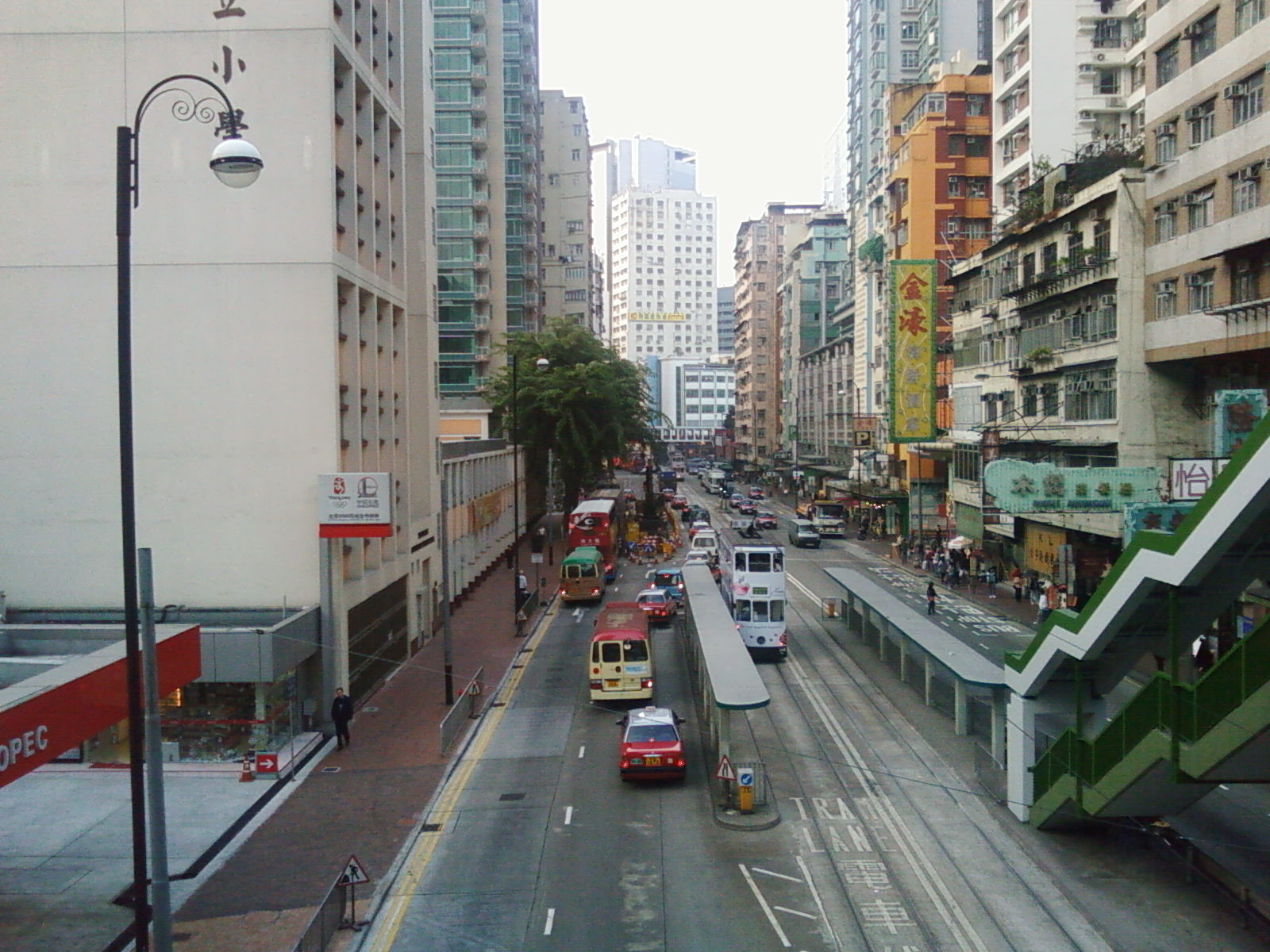
鰂魚涌。左手に北角政府小学校がある

英皇道（キングスロード、King's Road）は、香港の香港島北岸に沿って東西に走る主要道路で、銅鑼湾の高士威道から西湾河の筲箕湾道まで続いている。

## 歴史
もともとは、筲箕湾道の一部だったが、1935年にジョージ5世に敬意を表し、改名された。

## 施設
西から東へ

北角:
- No. 423: 新光戯院[1]
- 北角と鰂魚涌の境界線は、民康街/健康西街

鰂魚涌:
- No. 611: 水務署香港地方ビル
- No. 668-702: 健康村
- No. 740-774: 模範村
- No. 888: 北角政府小学校
- No. 986: 旧鰂魚涌学校 - 3級歴史的建築物[2]。現在は未使用、1924-26年に建設[3]
- No. 1032-1044: 福昌大廈
- No. 1048-1056: 益發大廈 - 香港水族広場

## 交通
道路は、自動車と香港トラムが共有しており、銅鑼湾東部と鰂魚涌の間の、東側の区間は、バスレーンがある。香港島東部回廊が開通する前は、道路は、交通渋滞が深刻だった。バスレーンの設置など、様々な方策がとられ、この問題は改善された。
MTR港島線は、道路の地下を走っており、道路に沿って、天后駅（出口A1）、炮台山駅（出口A/B）、北角駅（出口B1/B2/B3）、鰂魚涌駅（出口A）、太古駅といった駅が続いている。